# James Basevi
Pour les articles homonymes, voir Basevi (homonymie).
James Basevi est un chef décorateur et concepteur d'effets spéciaux anglais, né à Plymouth (Angleterre) le 11 juin 1890, décédé à Bellflower (Californie) le 27 mars 1962.

## Biographie
Installé aux États-Unis, il débute au cinéma muet à la Metro-Goldwyn-Mayer, en 1924, aux côtés du réalisateur John Ford, avec lequel il collaborera à plusieurs reprises, terminant avec lui sa carrière en 1956. Il travaillera aussi pour d'autres studios, dont la Twentieth Century Fox, et sera surtout directeur artistique ou décorateur mais également, jusqu'à la fin des années 1930, responsable d'effets spéciaux sur plusieurs réalisations (citons le tremblement de terre du film musical San Francisco en 1936).
Il remporte l'Oscar des meilleurs décors (noir et blanc) pour Le Chant de Bernadette à la 16e cérémonie des Oscars en 1944 et reçoit en carrière quatre autres nominations dans cette même catégorie : Les Hauts de Hurlevent en 1940 ; Le Cavalier du désert en 1941 ; Banana Split pour des décors en couleurs en 1944 et Les Clés du royaume en 1945.

## Filmographie

### Comme directeur artistique ou décorateur
- 1924 : Le Cheval de fer (The Iron Horse), de John Ford
- 1925 : Les Confessions d'une reine (Confessions of a Queen), de Victor Sjöström
- 1925 : Les Feux de la rampe (Pretty Ladies) de Monta Bell
- 1925 : The Circle, de Frank Borzage
- 1925 : The Tower of Lies, de Victor Sjöström
- 1925 : La Grande Parade (The Big Parade), de King Vidor
- 1926 : Dance Madness, de Robert Z. Leonard
- 1926 : La Tentatrice (The Temptress), de Fred Niblo
- 1939 : Les Hauts de Hurlevent (Wuthering Heights), de William Wyler
- 1939 : Mélodie de la jeunesse (The Shall Have Music), d'Archie Mayo
- 1939 : La Glorieuse Aventure (The Real Glory), de Henry Hathaway
- 1939 : Raffles, gentleman cambrioleur (Raffles), de Sam Wood
- 1940 : Le Cavalier du désert (The Westerner), de William Wyler
- 1940 : Les Hommes de la mer (The Long Voyage Home), de John Ford
- 1941 : La Route au tabac (Tobacco Road), de John Ford
- 1941 : Un Yankee dans la RAF (A Yank in the RAF), de Henry King
- 1942 : Le Chevalier de la vengeance (Son of Fury : The Story of Benjamin Blake), de John Cromwell
- 1942 : La Péniche de l'amour (Moontide), d'Archie Mayo
- 1942 : Pilotes de chasse (Thunder Birds), de William A. Wellman
- 1942 : Le Cygne noir (The Black Swan), de Henry King
- 1943 : Claudia, d'Edmund Goulding
- 1943 : Hello Frisco, Hello, de H. Bruce Humberstone
- 1943 : La Nuit sans lune (The Moon Is Down), d'Irving Pichel
- 1943 : They Came to Blow Up America (en), d'Edward Ludwig
- 1943 : L'Étrange incident (The Ox-Bow Incident), de William A. Wellman
- 1943 : Les Rois de la blague (Jitterbugs), de Malcolm St. Clair
- 1943 : Symphonie magique (Stormy Weather), d'Andrew L. Stone
- 1943 : Bomber's Moon, d'Edward Ludwig et Harold D. Schuster
- 1943 : Le ciel peut attendre (Heaven Can Wait), d'Ernst Lubitsch
- 1943 : Holy Matrimony, de John M. Stahl
- 1943 : Fleur d'hiver (Wintertime), de John Brahm
- 1943 : Rosie l'endiablée (Sweet Rosie O'Grady), d'Irving Cummings
- 1943 : Paris After Dark, de Léonide Moguy
- 1943 : Guadalcanal (Guadalcanal Diary), de Lewis Seiler
- 1943 : Happy Land, d'Irving Pichel
- 1943 : Maîtres de ballet (The Dancing Masters), de Henry King
- 1943 : Le Chant de Bernadette (The Song of Bernadette), de Henry King
- 1943 : Banana Split (The Gang's All Here), de Busby Berkeley
- 1943 : Jane Eyre (Jane Eyre), de Robert Stevenson
- 1944 : Prisonniers de Satan (The Purple Heart), de Lewis Milestone
- 1944 : Lifeboat, d'Alfred Hitchcock
- 1944 : Jack l'Éventreur (The Lodger), de John Brahm
- 1944 : J'avais cinq fils (The Sullivans), de Lloyd Bacon
- 1944 : Prisonniers de Satan (The Purple Heart), de Lewis Milestone
- 1944 : Four Jills in a Jeep, de William A. Seiter
- 1944 : Tampico, de Lothar Mendes
- 1944 : Buffalo Bill, de William A. Wellman
- 1944 : Pin Up Girl, de H. Bruce Humberstone
- 1944 : Bermuda Mystery, de Benjamin Stoloff
- 1944 : The Eve of St. Mark, de John M. Stahl
- 1944 : Ladies of Washington, de Louis King
- 1944 : Roger Touhy, Gangster (en) :, de Robert Florey
- 1944 : Home in Indiana, de Henry Hathaway
- 1944 : Le Président Wilson (Wilson), de Henry King
- 1944 : In the Meantime, Darling, d'Otto Preminger
- 1944 : Greenwich Village, de Walter Lang
- 1944 : Les Clés du royaume (The Keys of the Kingdom), de John M. Stahl
- 1945 : La Maison du docteur Edwardes (Spellbound), d'Alfred Hitchcock
- 1946 : Claudia and David, de Walter Lang
- 1946 : Johnny Comes Flying Home (en), de Benjamin Stoloff
- 1946 : L'Impasse tragique (The Dark Corner), de Henry Hathaway
- 1946 : Strange Triangle, de Ray McCarey
- 1946 : Quelque part dans la nuit (Somewhere in the Night), de Joseph L. Mankiewicz
- 1946 : It Shouldn't Happen to a Dog (en), d'Herbert I. Leeds
- 1946 : If I'm Lucky (en), de Lewis Seiler
- 1946 : Home Sweet Homicide, de Lloyd Bacon
- 1946 : Margie, de Henry King
- 1946 : La Poursuite infernale (My Darling Clementine), de John Ford
- 1946 : Duel au soleil (Duel in the Sun), de King Vidor
- 1947 : L'Extravagante Miss Pilgrim (The Shocking Miss Pilgrim), de George Seaton
- 1947 : 13, rue Madeleine (13 Rue Madeleine), de Henry Hathaway
- 1947 : La Pièce maudite (The Brasher Doubloon), de John Brahm
- 1947 : Un mariage à Boston (The Late George Apley), de Joseph L. Mankiewicz
- 1947 : Carnival in Costa Rica, de Gregory Ratoff
- 1947 : L'Amour au trot (The Homestretch), de H. Bruce Humberstone
- 1947 : Thunder in the Valley, de Louis King
- 1947 : Capitaine de Castille (Captain from Castile), de Henry King
- 1948 : Le Massacre de Fort Apache (Fort Apache), de John Ford
- 1948 : Le Fils du désert (Three Godfathers), de John Ford
- 1949 : Monsieur Joe (Mighty Joe Young) d'Ernest B. Schoedsack
- 1949 : La Charge héroïque (She Wore a Yellow Ribow), de John Ford
- 1950 : Le Convoi des braves (Wagon Master), de John Ford
- 1950 : Pour plaire à sa belle (To Please a Lady), de Clarence Brown
- 1951 : Le peuple accuse O'Hara (The People Against O'Hara), de John Sturges
- 1951 : Au-delà du Missouri (Across the Wide Missouri), de William A. Wellman
- 1952 : Une fois n'engage à rien (Just This Once), de Don Weis
- 1952 : My Man and I, de William A. Wellman
- 1953 : Le Cirque infernal (Battle Circus), de Richard Brooks
- 1953 : Aventure dans le Grand Nord (Island in the Sky), de William A. Wellman
- 1955 : À l'est d'Éden (East of Eden), d'Elia Kazan
- 1956 : La Prisonnière du désert (The Searchers), de John Ford

### Comme responsable d'effets spéciaux
- 1929 : L'Île mystérieuse (The Mysterious Island), de Lucien Hubbard
- 1934 : Tarzan et sa compagne (Tarzan and his Mate), de Cedric Gibbons et Jack Conway (non crédité)
- 1936 : San Francisco, de W. S. Van Dyke
- 1937 : History Is Made at Night, de Frank Borzage
- 1937 : Visages d'Orient (The Good Earth), de Sidney Franklin, Victor Fleming et Gustav Machatý
- 1937 : The Hurricane, de John Ford
- 1937 : Rue sans issue (Dead End), de William Wyler
- 1938 : Les Aventures de Marco Polo (The Adventures of Marco Polo), d'Archie Mayo

## Distinction
- Oscars 1944 : Oscar de la meilleure direction artistique (partagé), catégorie noir et blanc, pour Le Chant de Bernadette